# Ytre Enebakk
Ytre Enebakk är en tätort i Enebakks kommun i Akershus fylke i sydöstra Norge. Orten ligger vid insjön Vågvatnet.